# Epidemic (Polo G)
Epidemic è un singolo del rapper statunitense Polo G, pubblicato il 25 settembre 2020 come primo estratto dal terzo album in studio Hall of Fame.

## Video musicale
Il video musicale ufficiale è stato pubblicato il 25 settembre 2020 sul canale YouTube di Polo G. Diretto da Ryan Lynch e girato a Miami, mostra lo "stile di vita sontuoso" di Polo G. Il rapper trascorre del tempo con i suoi amici; cavalca su yacht e moto, si diverte nello studio e gioca a basket.

## Tracce
1. Epidemic – 2:58

## Classifiche
| Classifica (2020) | Posizione massima |
| ----------------- | ----------------- |
| Canada            | 41                |
| Irlanda           | 46                |
| Nuova Zelanda     | 48                |
| Regno Unito       | 54                |
| Stati Uniti       | 47                |
| Svezia            | 3                 |